# 愛宕塚古墳 (八尾市)
愛宕塚古墳（あたごづかこふん、河内愛宕塚古墳）は、大阪府八尾市神立にある古墳。形状は円墳。大阪府指定史跡に指定され、出土品は大阪府指定有形文化財に指定されている。

## 概要
大阪府東部、八尾市北部の扇状地上に築造された古墳である。周辺では500基以上（現存100基以上）の後期群集墳（高安古墳群）が分布し、そのうち最大規模になる。1967年（昭和42年）に調査が実施され、多数の遺物が発見されている。
墳形は円形で、直径22.5メートル・高さ9メートルを測る。埋葬施設は両袖式の横穴式石室で、南方向に開口する。大阪府内では最大級の規模の石室である。玄室内には2基の組合式石棺を据えたとみられるが、現在までに破壊されている。石室内からは捩り環頭大刀の一部や金銅貼子持剣菱形杏葉など、多数の副葬品が出土している。築造時期は古墳時代後期の6世紀頃と推定される。
古墳域は1992年（平成4年）に大阪府指定史跡に指定され、出土品は1995年（平成7年）に大阪府指定有形文化財に指定されている。

## 遺跡歴
- 1967年（昭和42年）、調査。遺物発見[1]。
- 1992年（平成4年）3月31日、大阪府指定史跡に指定[5]。
- 1995年（平成7年）12月13日、出土品が大阪府指定有形文化財に指定[6]。

## 埋葬施設

石室俯瞰図

石室展開図

埋葬施設としては両袖式横穴式石室が構築されており、南方向に開口する。石室の規模は次の通り。
- 玄室：長さ7メートル、幅2.5-3.1メートル、高さ3.9-4.2メートル
- 羨道：長さ8.7メートル、幅1.95-2.15メートル、高さ2.2メートル

一帯に分布する高安古墳群の他古墳とは隔絶的な規模（古墳群中最大規模）になる。玄室・羨道は基本的に2段積み。7世紀頃の新しい石室様式とされるが、出土須恵器（6世紀前半-末）や周辺古墳の様相と比較して時期差が課題として指摘される。

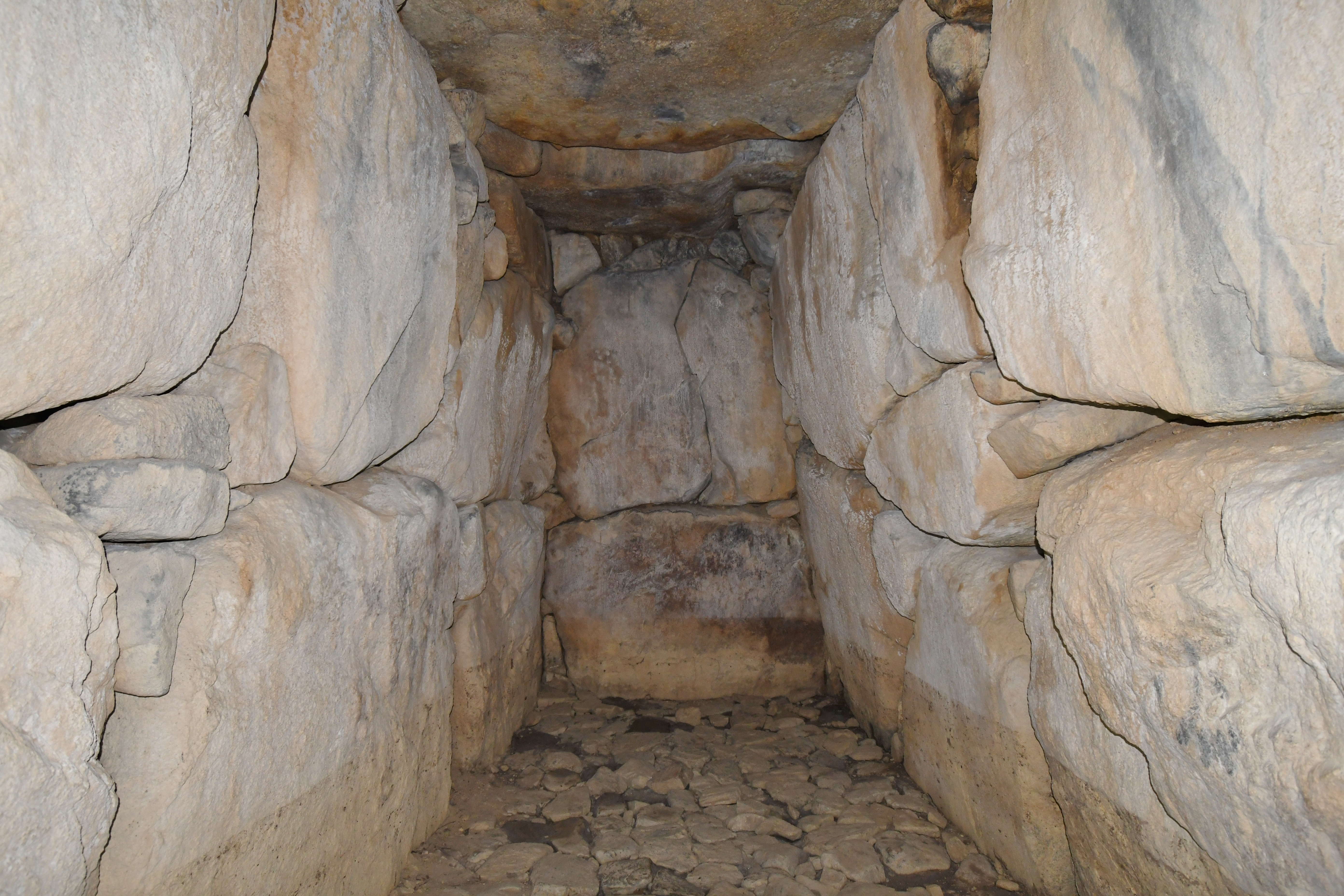
玄室（奥壁方向）
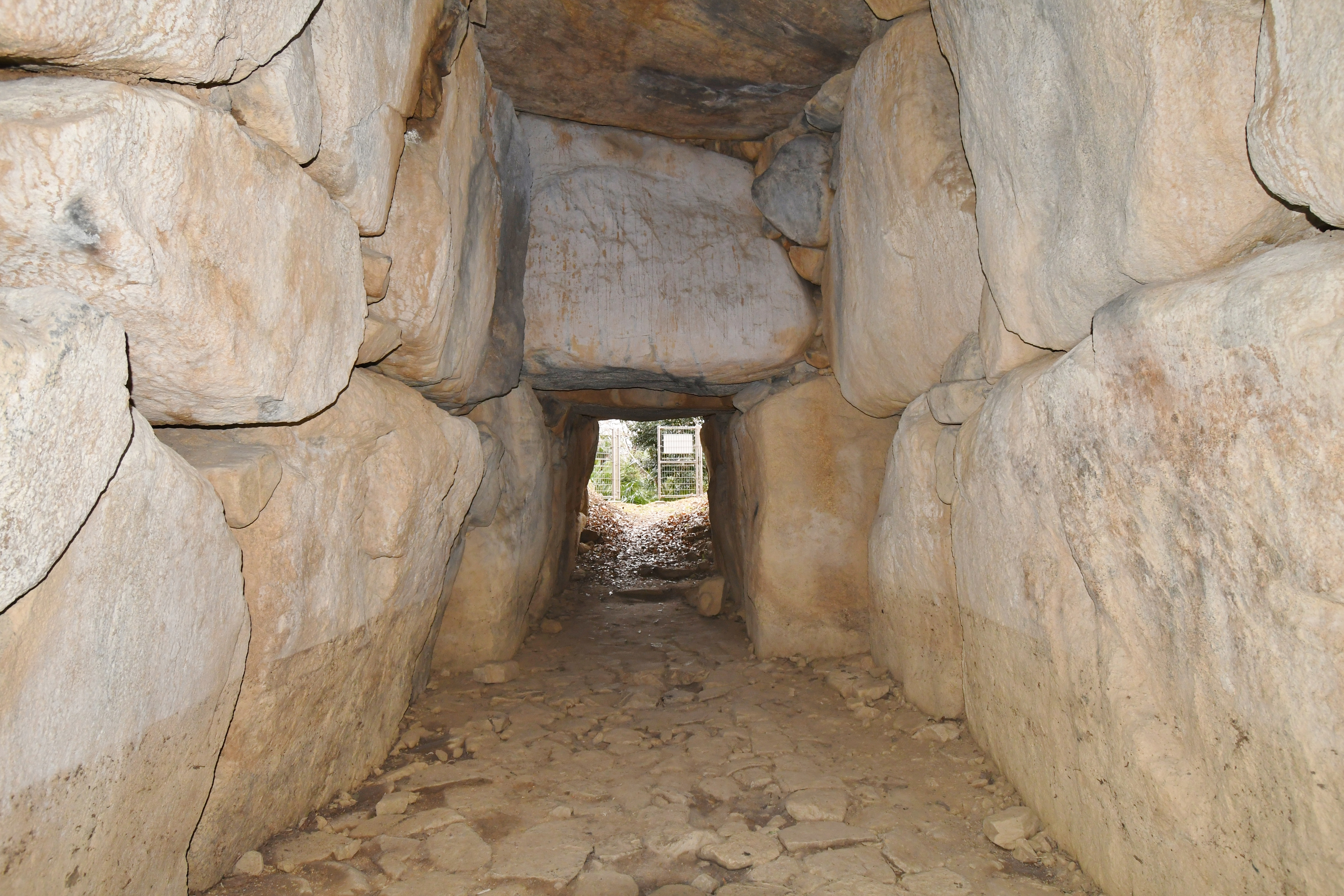
玄室（開口部方向）
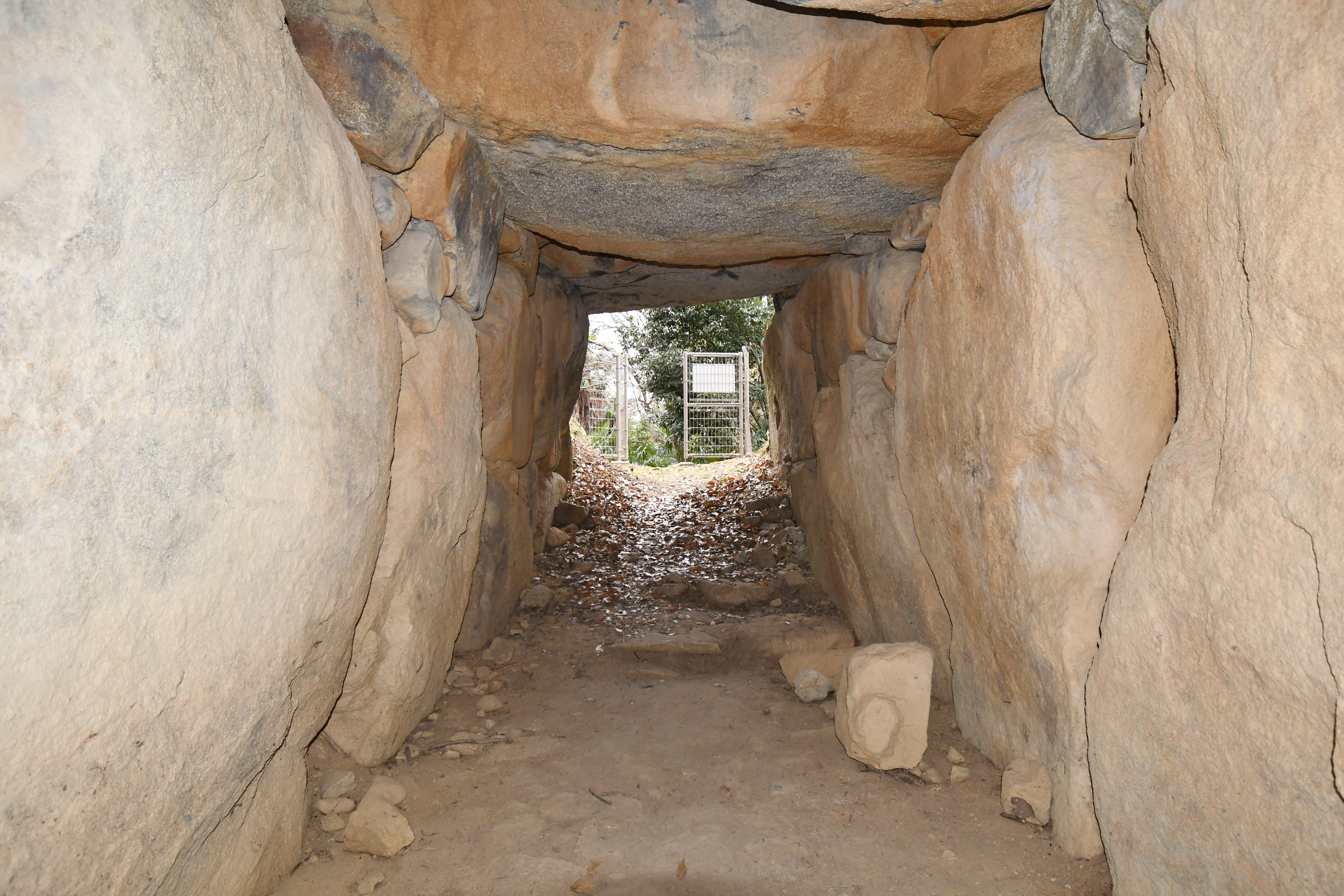
羨道（開口部方向）
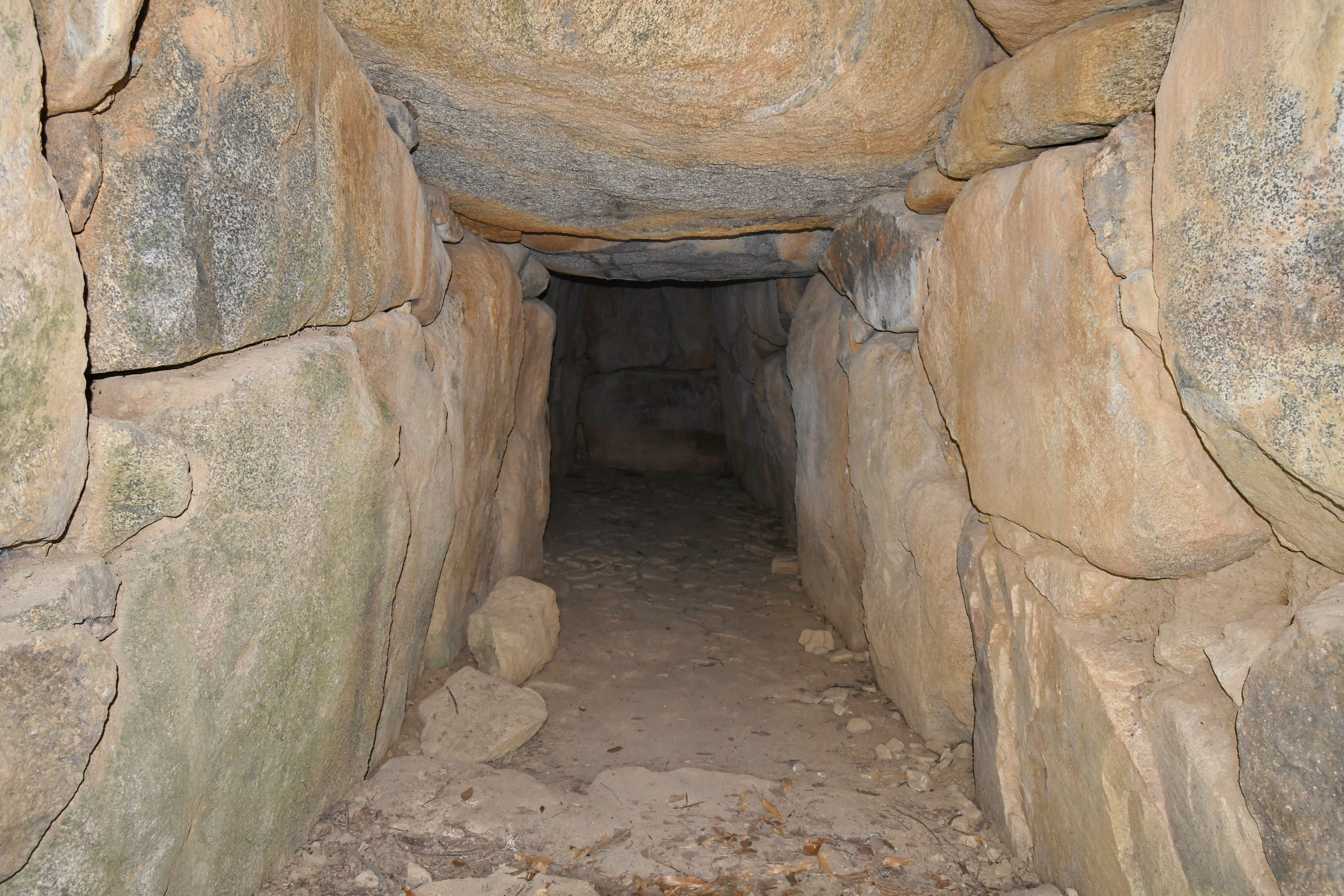
羨道（開口部方向）

## 出土品
石室内から検出された副葬品は次の通り。
- ガラス製小玉 152
- 武器類
  - 大刀片 1
  - 刀子片 2
  - 龍文銀象嵌鞘口金具
  - 捩り環頭大刀飾金具
  - 水晶製三輪玉 1
  - 鉾 4
  - 石突 3
  - 弓飾金具 2
  - 鉄鏃 多数
- 馬具・帯金具・飾金具類
  - 金銅製麦わら帽子形飾金具 5
  - 同勾玉形飾金具 8
  - 同長方形有孔飾金具 7
  - 鉄地金銅貼垂飾大 2
  - 同小 2
  - 鉄地金銅貼鞍金具片 3
  - 鞖金具
  - 同残片 3
  - 鉄地金銅貼f字形鏡板片 6
  - 轡
  - 鉄製環状鏡板付二連式銜 1
  - 同破片 1
  - 手引金具
  - 同残片 2
  - 鉄地金銅貼子持剣菱形杏葉大 4
  - 同小 4
  - 同辻金具 7以上
  - 雲珠残欠 1
  - 鉄地金銅貼革帯飾金具 20以上
  - 同釣金具 13
  - 鉄製鉸具類 4
  - 尾錠類 6
  - 障泥釣金具 1
  - 鉄地菱形飾金具 2
  - 木心鉄板貼壺鐙残欠 5
  - 銅製尾錠金具 2
  - 金銅製長方形飾金具 2
- 須恵器
  - 有蓋高坏及び同蓋 23
  - 無蓋高坏 15
  - 𤭯 3
  - 広口壺・蓋 3
  - 台付長頸壺 3
  - 器台 4
  - 甕 1

出土品のうち龍文銀象嵌鞘口金具は、捩り環頭大刀（柄頭に鉄棒を螺旋状にねじり銀箔を張った大刀）の鞘の金具で、龍2頭と蕨手文を銀象嵌で描く。龍文銀象嵌の大刀は各地域で見つかる一方、捩り環頭大刀は畿内周辺で多く見つかるため、龍文銀象嵌鞘金具付捩り環頭大刀は畿内と各地域との関係性を表す資料とされる。また馬具類のうち、垂飾板の文様には朝鮮半島の金銅冠製品等の文様との一致が認められる。土器類には須恵器・土師器があり、須恵器は6世紀前半-末頃のもので特に6世紀後半のものが多く認められる。

## 文化財

### 大阪府指定文化財
- 有形文化財
  - 愛宕塚古墳出土品（考古資料） - 所有者は大阪府、八尾市立歴史民俗資料館寄託。1995年（平成7年）12月13日指定[6]。
- 史跡
  - 愛宕塚古墳 - 1992年（平成4年）3月31日指定[5]。

## 関連施設
- 八尾市立歴史民俗資料館（八尾市千塚） - 愛宕塚古墳の出土品を保管。

## 関連文献
（記事執筆に使用していない関連文献）
- 「愛宕塚古墳」『八尾市史』 前近代 本文編、八尾市、1988年、187-191頁。
- 『河内愛宕塚古墳の研究』八尾市立歴史民俗資料館、1994年。
- 八尾市立歴史民俗資料館編 編『河内愛宕塚古墳とその時代 -大阪府指定文化財記念-』八尾市教育委員会〈八尾市立歴史民俗資料館特別展図録〉、1996年。
- 「愛宕塚古墳」『新版八尾市史』 考古編1（遺跡からみた八尾の歩み）、八尾市、2017年。